# Hiéroglyphe égyptien N28

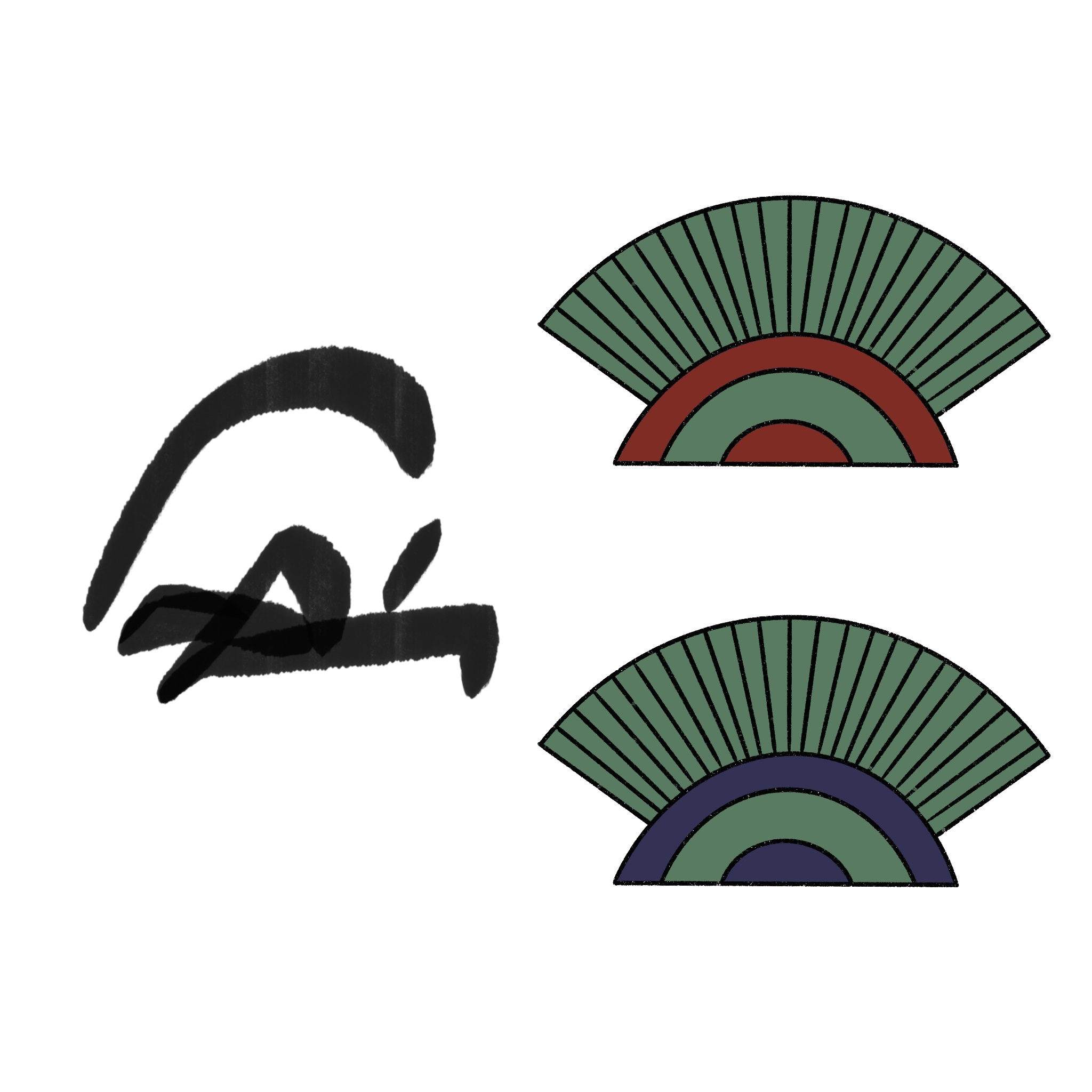
Version hiératique et hiéroglyphique

Le halo du soleil à l'aube en hiéroglyphes égyptiens, est classifié dans la section N « Ciel, terre, eau » de la liste de Gardiner ; il y est noté N28.

## Représentation
Il représente le halo du soleil à l'aube peut être au dessus d'une colline (colline ḫˁ ?). Le nombre de cercles concentriques peut varier et ils peuvent être bleu et ou parfois rouge. Il remplit 1/4 ou 1/2 cadrat. Il est translittéré ḫˁ, ḫˁj ou ḫˁw.

## Utilisation
| N28 · Z1 |

| N28 · Z1 |

| N28 · a | Y1V |

| N28 · a | Y1V |

apparaître en gloire, rayonner, être brillant (pour un roi) » et dans le terme analogue ḫˁw ou ḫˁ respectivement :
| N28 · a | W | S7 | et | N28 |

| N28 · a | W | S7 | et | N28 |

d'où découle sa fonction en tant que phonogramme bilitère de valeur ḫˁ.

## Exemples de mots
| N28 · a | W | M3 · Z2 |

| N28 · a | W | M3 · Z2 |

| N28 · a | m | D54 |

| N28 · a | m | D54 |

| N28 · a | r · D40 |

| N28 · a | r · D40 |